# Оукдејл (Њујорк)
Оукдејл (енгл. Oakdale) насељено је место без административног статуса у америчкој савезној држави Њујорк.

## Демографија
По попису из 2010. године број становника је 7.974, што је 101 (-1,3%) становника мање него 2000. године.
| Група             | 2000.         | 2010.         |
| Белци             | 7.630 (94,5%) | 7.427 (93,1%) |
| Афроамериканци    | 118 (1,5%)    | 92 (1,2%)     |
| Азијати           | 54 (0,7%)     | 102 (1,3%)    |
| Хиспаноамериканци | 243 (3,0%)    | 314 (3,9%)    |
| Укупно            | 8.075         | 7.974         |